# Liolaemus austromendocinus
Liolaemus austromendocinus — вид ігуаноподібних ящірок родини Liolaemidae. Ендемік Аргентини.

## Поширення і екологія
Liolaemus austromendocinus мешкають в Андах на заході Аргентини, на півдні провінції Мендоса і на півночі провінції Неукен, між 34° і 37° півдкнної широти. Вони живуть на сухих, кам'янистих схилах, місцями порослих чагарниками. Зустрічаються на висоті від 900 до 2310 м над рівнем моря.